# Cable OMG
El  Cable OMG, es un cable hackeador de teléfonos inteligentes, específicamente, un transmisor y recibidor wifi que opera como un punto de acceso inalámbrico. Creado por el inventor denominado Mike Grover, alias MG, que según él trabaja para la división de Verizon Media. Este cable, haciéndose pasar por su apariencia inofensiva y con una réplica exacta de lo que podría ser un cable normal para cargar teléfonos inteligentes, de sistemas operativos IOS y ANDROID, en donde este cable además de transferir datos del celular al computador, contiene un punto de accesos inalámbrico en donde un hacker o en este caso la persona que tenga acceso pueda recibir la misma información que se transfiere por medio del cable. Así mismo, una vez hecha esta conexión al punto de acceso, el hacker que esté conectado puede tomar control sobre comandos del teléfono, así como también la posibilidad de rebuscar entre los datos, archivos e información del teléfono inteligente.

## Funcionamiento
El Cable OMG ha sido desarrollado para que se vea y funcione como un cable de carga normal, sin embargo, su inventor Mike Grover, logro descifrar la forma en que existiera la posibilidad de esconder y añadir pequeñas piezas de hardware e instalación de software creando así un punto de acceso dentro del conector USB, más específicamente en la parte que está cubierta por una carcasa de plástico. Una vez conectado el cable, el punto de acceso puede ser localizado por una persona o en este caso un hacker,abriendo la posibilidad que pueda tener acceso a la información dentro del teléfono, comandos de funcionamiento, credenciales, configuración o simplemente instalar un software malicioso dentro del teléfono inteligente.
El proceso de conexión se puede considerar fácil, pues a diferencia de como se podría pensar, el proceso de conectividad se puede hacer simplemente desde otro celular, con simples pasos, solamente con saber el punto de acceso que es muy parecido a como se puede visualizar una página web, el punto de acceso ya identifica a que dispositivo esta conectado el cable, dándole todo el acceso de comando teniendo a disposición un celular ajeno en todo su porcentaje funcional.
La aplicación del Cable OMG, es fundamental para crear el acceso y conectividad al cable y así tener acceso a los comandos del computador, a tan solo un radio de 100 metros es posible tener hacer este vínculo, si uno de los cables está conectado a un dispositivo telefónico en el área alcanzada. Adicionalmente, es posible desde más lejos si el teléfono o computador por el cual uno quiere acceder al cliente inalámbrico del cable O.MG.

## Antepasado de cables hackeadores
Aunque parezca que esta invención sea reciente, cables como el OMG ya existían hace más de una década. La NSA (National Security Agency), afirma que ya había creado un cable similar llamado COTTONMOUTH, de modo que cuando se conectaba a un computador, era posible enviar software de forma inalámbrica, con ayuda y soporte del cable, garantizando la comunicación de dos computadores de forma directa y abierta.

## Cable OMG hecho en casa
Algo interesante del Cable OMG, es que su invención y primera producción en febrero de 2019, fue totalmente hecha en la casa de Mike Grover, especialmente en su cocina y sin necesidad de estudiar a fondo los principios de su antecesor COTTONMOUTH o algo relacionado , Mike Grover empezó el procedimiento quitando la cobertura plástica en la cabeza del cable,para encontrarse allí con una tarjeta de circuitos pequeña, posteriormente Mike Grover empezó a añadir y modificar el cable con pequeños tableros de circuitos externos que monitoreaban la configuración en el cable de carga, De este modo Mike Grover dio con el resultado de desarrollar e instalar por medio del hardware anteriormente instalado, el software que funciona dentro del cable y que cuando ocurre la conectividad en el punto de acceso, es el principal intermediario entre la comunicación o más bien, infección al sistema que posee el cable conectado.
El trabajo previo de Mike Grover, se destaca por trabajar con las singularidades, pero también complejidades de los cables de carga, teniendo en cuenta su componente del formato USB como entendido como una cualidad de hardware. Uno de los proyectos a destacar sobre Mike Grover sería la programación e intervención para que un dispositivo de almacenamiento USB se explotara después de generarse una conexión en un puerto de un computador. Adicionalmente, antes de crear el cable O.MG, Mike Grover ya había desarrollado un cable de carga de un computador portátil [IMac], dando como resultado un cable que otro computador pudiera interceptar y así tener total manipulación de la máquina. La fascinación de Mike Grover por trabajar con los cables de carga empieza desde el simple hecho de trabajar con algo tan pequeño, pero que se puede aprovechar su total funcionalidad desde pequeñas intervenciones al sistema.

## Aparición pública y en el mercado
A finales de julio de 2019, MG el creador del cable para carga de teléfono con capacidades de manipulación en un sistema externo por medio de una App, mostró su producto en la conferencia Def Con Hacking, en donde las primera muestras hechas en casa de Mike Grover, los cables OMG, se vendieron alrededor de 200 USD cada uno, probando que existe una demanda o interés en este tipo de artículos, abriendo así diferentes proyecciones y futuro que le espera al Cable O.MG.
A finales del mes de Septiembre del año 2019 el proceso de producción y manufactura se puso en marcha para fabricar y distribuir de forma más consolidada, los primeros cables para hackear y manipular teléfonos. Gracias a la compañía llamada Hak5, la cual se especializa y conoce por vender productos y herramientas para ciberseguridad y hacking, el cable O.MG será distribuido a 100 USD por medio de los canales de distribución y ventas de esta compañía. Una vez esté listo el primer lote de los cables,  el resultado de meses interesantes y entretenedores de trabajo por parte de Mike Grover, de este modo, dando inicio a dinámicas en donde una vez el cable sea conectado, el infectado por así decirlo ya es totalmente controlado.